# Vlkanová
Vlkanová é um município da Eslováquia localizado no distrito de Banská Bystrica, região de Banská Bystrica.

## Demografia
| Ano:        | 1994 | 2004    | 2014 | 2024   |
| ----------- | ---- | ------- | ---- | ------ |
| Broj ljudi: | 815  | 1080    | 1296 | 1273   |
| Razlika:    |      | +32,51% | +20% | -1,77% |

| Ano:               | 2023 | 2024   |
| ------------------ | ---- | ------ |
| Número de pessoas: | 1276 | 1273   |
| Diferença:         |      | -0,23% |